# Polumeane, Bobrîneț
Polumeane (în ucraineană Полум`яне) este un sat în comuna Sverdlove din raionul Bobrîneț, regiunea Kirovohrad, Ucraina.

## Demografie
Componența lingvistică a localității Polumeane
     Ucraineană (97,76%)
     Rusă (1,49%)
     Alte limbi (0,75%)
Conform recensământului din 2001, majoritatea populației localității Polumeane era vorbitoare de ucraineană (97,76%), existând în minoritate și vorbitori de rusă (1,49%).